# IC 5052
IC 5052 — галактика типу SBcd () у сузір'ї Павич.
Цей об'єкт міститься в оригінальній редакції індексного каталогу.